# Свраколике гуске
Свраколике гуске (лат. Anseranatidae) породица су птица из реда пловуша (лат. Anseriformes). Једина живућа врста из ове породице је свраколика гуска (лат. Anseranas semipalmata) из монотипичног рода (Anseranas), која насељава северну Аустралију у јужну Нову Гвинеју.

## Систематика
Свраколике гуске (лат. Anseranatidae) припадају реду пловуша (лат. Anseriformes). Са осталим породицама из реда деле карактеристичну структуру кљуна, али се од осталих породица значајно разликују. Сем свраколике гуске све живуће врсте из реда пловуша припадају осталим живућим породицама пловуша, а то су вриштавци (лат. Anhimidae) и пловке (лат. Anatidae).
Кладистичка студија морфологије пловуша је показала да су свраколике гуске рани огранак, кога карактеришу значајне разлике и који се одвојио од главнине пловуша након вриштаваца, а пре пловки.
Свраколике гуске су прилично стара породица, живи фосил, која је настала пре Креда–Терцијар изумирања. Род Anatalavis (чији фосили пронађени у Њу Џерзију потичу из Касне Креде или Раног Палеоцена, а они пронађени у Енглеској из Раног Еоцена) сматра се најстаријим познатим представником свраколиких гусака. Још један род свраколиких гусака који је постојао у Палеогену је род Anserpica, чији фосили пронађени у Француској потичу из Касног Олигоцена. Најранија позната врста свраколиких гусака која је насељавала Аустралију је Eoanseranas handae из монотипичног рода Eoanseranas, њени фосили су пронађени у Квинсленду и потичу из Касног Олигоцена. Фосили који се везују за свраколике гуске из Северне Америке и Европе сугеришу да је породица била распрострањена широм света током касног Палеогена.
Свраколике гуске:
| - Род - Свраколика гуска () - Род † | - Род † - Род † |